# Leptochilus dolius
Leptochilus dolius är en stekelart som beskrevs av Parker 1966. Leptochilus dolius ingår i släktet Leptochilus och familjen Eumenidae. Inga underarter finns listade i Catalogue of Life.